# إليزابيث أوسبورن
إليزابيث أوسبورن (بالإنجليزية: Elizabeth Osborne) هي رسامة أمريكية، ولدت في 1936 في فيلادلفيا في الولايات المتحدة.